# Bab El Fellah
Bab El Fellah ou Bab El Fella (arabe : باب الفلة) est l'une des portes de la médina de Tunis (Tunisie). Faisant partie des portes situées sur la deuxième enceinte des faubourgs sud de Tunis, elle donnait accès à la route de Zaghouan et de Kairouan. 
Édifiée vers 1350 et rasée vers 1890, la rue qui la reliait à Bab El Jazira en a conservé le nom.

## Origine du nom

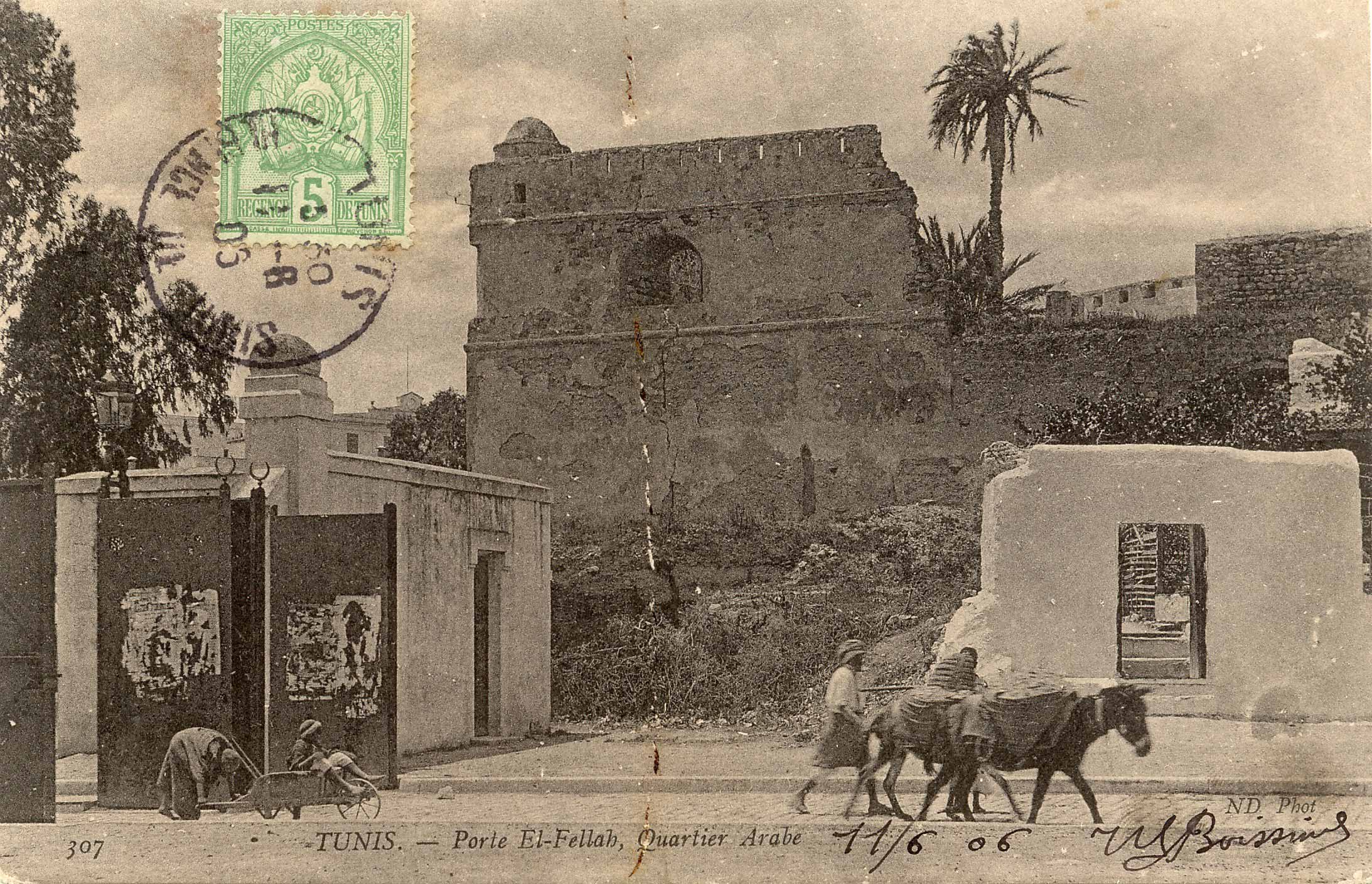
Brèche dans les remparts.

La porte a été appelée de trois façons différentes.
Son premier nom, « porte du Paysan » (Bab El Fellah, en arabe : باب الفلاح), décrit son rôle économique important d'ouverture de la ville de Tunis sur les plaines agricoles en direction de Zaghouan et Kairouan.
Un deuxième nom, « porte de la Brèche » (Bab El Felaq, en arabe : باب الفالق), lui aurait été donné à cause d'une large brèche faite dans le rempart de la deuxième enceinte à proximité d'elle.
La tradition lui attribue aussi comme troisième nom celui de « porte de la Déroute » (Bab El Fella, en arabe : باب الفلّة, mot dérivé du verbe فلّ, soit « être vaincu ») car c'est par cette porte que de nombreux Tunisois ont pu s'enfuir en 1535 lors de la prise de la ville par Charles Quint. C'est le nom le plus utilisé actuellement.

## Témoignage
L'aquarelliste français Charles Lallemand, qui visite la Tunisie à la fin du XIXe siècle, livre un témoignage sur cette porte : 

« Tout à côté de Bab-Alioua se trouve une porte très curieuse : de son bastion s'élance un palmier qui lui fait un super panache. Mais cette porte a moins d'importance, ne donnant pas accès, comme sa voisine, à l'une des grandes artères de la ville. Son nom, Bab-el-Fellah, signifie « porte des agriculteurs » ou de l'agriculture. C'est par elle que l'on débouche sur les superbes collines cultivées qui entourent Tunis au sud. »

## Culture
Bab El Fella est le nom d'un roman historique de Hassanine Ben Ammou (ar) publié en 2005 et retraçant la situation sous l'État hafside, l'occupation espagnole et le début de la domination ottomane. Ce roman a reçu le prix du premier roman en langue arabe lors des Comar d'or 2006,.
La porte, et par extension le quartier populaire du même nom, a inspiré le titre d'un film de Moslah Kraïem sorti en 2014, Bab El Fella, le Cinémonde.